# 薩克馬拉區

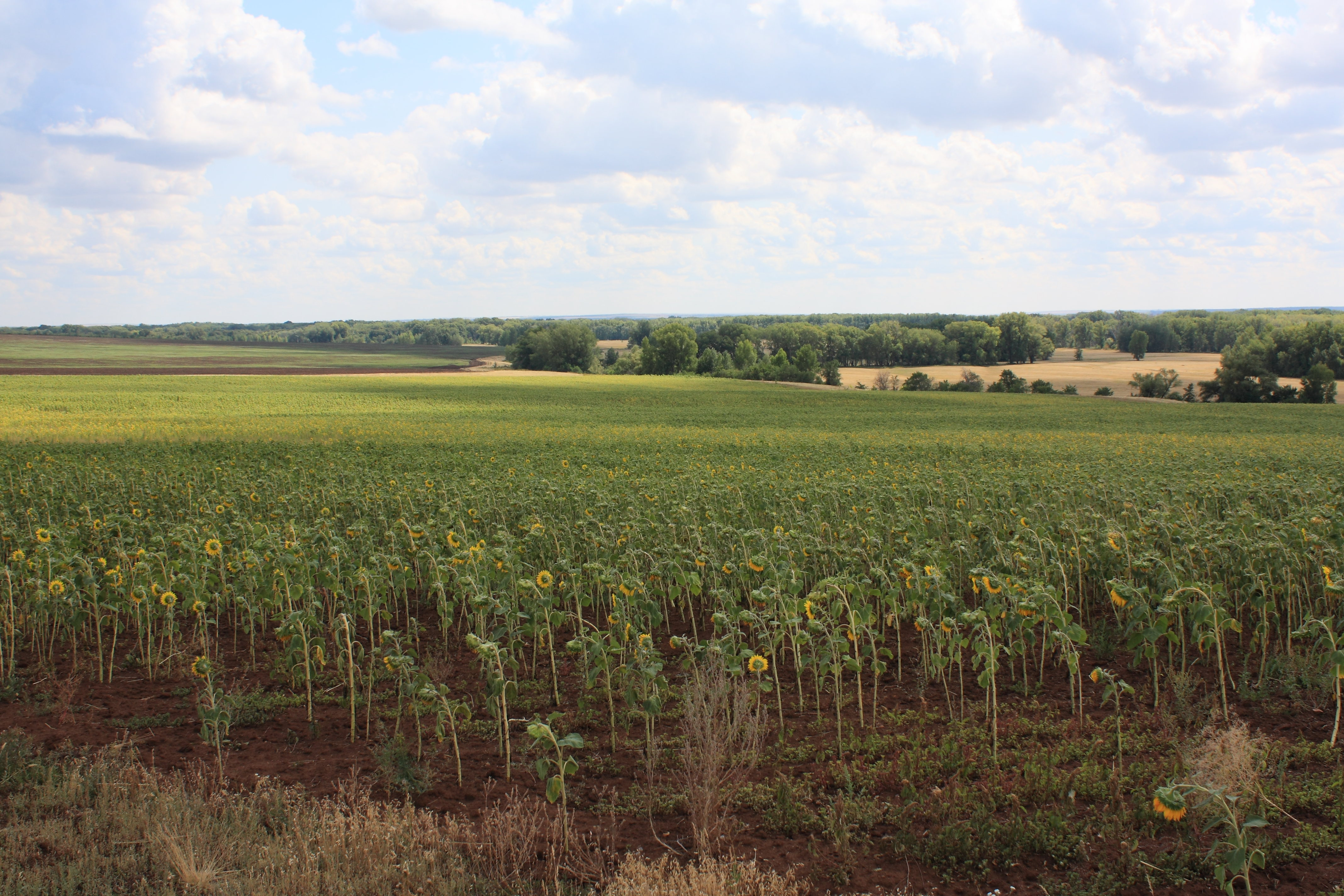

51°59′30″N 55°19′53″E / 51.99167°N 55.33139°E
薩克馬拉區（俄语：Сакмарский район），是俄羅斯的一個區，位於該國西南部，由奧倫堡州負責管轄，面積2,061平方公里，2010年人口29,179，人口密度每平方公里14.16人。